# Перший міський (правобережний) благочинницький округ Дніпропетровської єпархії УПЦ (МП)
Перший міський (правобережний) благочинницький округ Дніпропетровської єпархії УПЦ (МП) налічує 29 храмів.

## Пам'ятки архітектури
Пам'ятниками архітектури, взятими під охорону держави є Спасо-Преображенський собор, Брянська Свято-Миколаївська церква (органний зал), Свято-Миколаївська церква (Нові Кодаки). Пам'ятники архітектури місцевого значення — Свято-Троїцький кафедральний собор і Свято-Благовіщенський храм.
Особливий інтерес представляють два трьохпрестольної кафедральних собору: Свято-Троїцький кафедральний собор, зведений в 1845 році, і Спасо-Преображенський, в закладці першого каменю якого брала участь російська імператриця Катерина II.
Однією з перлин церковної архітектури є храм на честь святителя Миколая, або, як його називають в місті, — Брянська церква. Він був зведений на честь російського імператора Миколи II і всієї царської династії до 300-річчя Дому Романових. Церква була освячена візитом Миколая ІІ 31 січня 1915 року.
Одним з найкрасивіших храмів міста Катеринослава був нині зруйнований храм на честь Воскресіння Лазаря на Севастопольському кладовищі, який був зведений 1863 року. Радянська влада сплюндрувала кладовище, знищила храм і влаштувала тут Севастопольський парк.

## Храми благочиння

### Соборний район
1. Спасо-Преображенський кафедральний собор; Гора: Соборна площа, 15а; пам'ятник архітектури під охороною держави;
2. Свято-Успенський собор; Половиця; Успенська площа, 16;
3. Свято-Миколаївський храм; Гора, Монастирський острів, 1;
4. Храм Святого праведного Лазаря Чотириденного (Севастопольський парк);
5. Храм ікони Божої Матері "У скорботах і печалях втіха"; Мандриківка; Мандриківська вулиця, 127а;
6. Свято-Миколаївський храм; Лоцманська Кам'янка; Близнюківський узвіз, 2а;
7. Храм Усіх Святих; Храм Рівноапостольної Ніни просвітительки Грузії; Лоцкам'янка; бульвар Слави, 18а;
8. Храм ікони Божої Матері "Святогірської"; вул. Недєліна, 1в;

### Шевченківський район
1. Свято-Троїцький кафедральний собор; центр Дніпра — Половиця: Троїцька площа, 7; пам'ятник архітектури місцевого значення;
2. Храм Різдва Христового (при Свято-Троїцькому кафедральному соборі); центр Дніпра — Половиця: Троїцька площа, 7;
3. Храм Святого великомученика Георгія Переможця; Млини; Троїцька вулиця, 21/1;
4. Храм Собору Святого Іоанна Предтечі; Половиця; Січеславська набережна, 27д;
5. Храм Святого преподобного Сергія Радонезького; проспект Богдана Хмельницького, 29р;
6. Храм Великомучениці Параскеви; 12 квартал; вулиця Квартальна, 28;
7. Свято-Пантелеймонівський храм; житловий район Тополя; вулиця Панікахі, 13;
8. Храм Святої великомучениці Катерини; вулиця Бориса Кротова 23/1;
9. Храм Святого пророка Іллі; Мирне; вулиця Сурсько-Литовська, 15;

### Чечелівський район
1. Свято-Благовіщенський храм Олександра Невського; Робітнича вулиця, 3б; пам'ятник архітектури місцевого значення;
2. Свято-Духівський чоловічий монастир; Краснопілля; вулиця Новошкільна, 20д;
3. Храм Святих Першоверховних Апостолів Петра і Павла; Краснопілля; Зональна вулиця, 17;

### Новокодацький район
1. Свято-Миколаївський храм; Нові Кодаки; Фортечна вулиця, 108; пам'ятник архітектури під охороною держави;
2. Свято-Хрестовоздвиженський храм; Діївка-1 і мікрорайон Покровський; Метробудівська вулиця, 9;
3. Свято-Успенський храм; Діївка-2; вулиця Степова, 5;
4. Храм ікони Божої Матері Смоленської «Одигітрія»; Діївка-2; вулиця Преси, 2а;
5. Храм Святого Апостола і євангеліста Іоанна Богослова; Сухачівка; Нарвська вулиця, 171;
6. Свято-Покровський храм; Таромське; Мостова вулиця, 51;
7. (Брянська) Свято-Миколаївський храм (Дніпровський будинок органної і камерної музики); Брянська колонія; проспекті Сергія Нігояна, 66; пам'ятник архітектури під охороною держави;
8. Храм Святого Рівноапостольного князя Володимира; проспект Івана Мазепи, 4;
9. Храм Святого праведного Симеона; мікрорайон Західний.